# ウムット・リュトフィ・エズテュルク
ウムット・リュトフィ・エズテュルク（トルコ語: Umut Lütfi Öztürk、英語: Umut Lutfi Ozturk ウムット・リュトフィ・オズテュルク、1977年 - ）は、トルコの外交官。欧州各国大使館での在外勤務や外務副大臣特別顧問などを経て、2021年4月から2023年8月にかけて在名古屋総領事を務めた。アンカラ県ハイマナ生まれ、アンカラ大学出身。母国語のトルコ語に加えて英語に堪能。既婚で二児の父。
2021年5月19日、河村たかし名古屋市長を表敬訪問して着任の挨拶をした。同年8月9日、長崎市平和公園で開催された被爆76周年長崎原爆犠牲者慰霊平和祈念式典に参列して、原爆の犠牲者に哀悼の意を捧げた。

## 学歴
- 1994年: アンカラアイランジュ高等学校（トルコ語: Ankara Ayrancı Lisesi、英語: Ankara Ayranci High School）卒業[6]
- 1999年: アンカラ大学政治学部国際関係学科（トルコ語版）卒業[6]

## 経歴
- 2000年　　　　　　: ズィラート銀行（トルコ語版、英語版）（農業銀行）監査員補佐[6]
- 2001年 - 2003年: 外国貿易事務局（トルコ語版）トルコ輸出促進センター（トルコ語版）専門家補佐[6]
- 2003年　　　　　　: 外務省（トルコ語版、英語版）入省[6]
- 2003年 - 2004年: 外務省経済担当部内勤[6]
- 2004年 - 2005年: 兵役（英語版）[6]
- 2005年 - 2006年: 外務省エネルギー担当部三等書記官[6]
- 2006年 - 2008年: 在バトゥミ総領事館副領事[6]
- 2008年 - 2011年: 在オーストラリア大使館二等書記官[6]
- 2011年 - 2012年: 在イタリア大使館（トルコ語版、英語版）二等書記官、在勤中にNATO防衛大学（英語版）上級コース履修[6]
- 2012年 - 2013年: 外務省コーカサス担当部係長、一等書記官[6]
- 2013年 - 2017年: 在スイス大使館（ドイツ語版）参事官、特命全権大使に次ぐ序列第二位[6]
- 2018年　　　　　　: 外務省調査諜報担当部長[6]
- 2018年　　　　　　: 外務副大臣（トルコ語版、英語版）特別顧問[6]
- 2019年 - 2021年: 在北マケドニア大使館（ドイツ語版）参事官、特命全権大使に次ぐ序列第二位[6]
- 2021年 - 2023年: 在名古屋総領事（4月1日着任）[2][6]